# 魔女狩りの夜に
『魔女狩りの夜に』（まじょがりのよるに）は、1995年10月13日にアイルから発売されたアダルトゲーム。

## あらすじ
中世ヨーロッパの田舎町の教会に赴任してきた神父ルードは、過去のある出来事から強く教会に憎悪を抱いており、教会の名を落とすためにわざと神父の職につき、「魔女狩り」と称して多くの女性を犯してきた。いつものように、ルードは魔女狩りを始める。

## ゲームの内容
ルードを操作し、「魔女狩り」と称してヒロインたちを教会地下の部屋で凌辱する、鬼畜なノリの選択式アドベンチャーゲームである。

## 登場人物
声優名はDVG版のもの。win95版でも女性キャラクターにボイスが収録されているが声優名は非公開。
ルード
声:羽元修司
主人公。田舎町に赴任してきた神父。過去のある出来事から教会を強く怨んでいる。
ヨルン
声:長瀬暁
神官。ルードの助手的存在。ルードの命令に忠実。
リディア
声:海原エレナ
修道女。気が強い性格。過去に強姦事件に巻き込まれ、男性不信になる。アンジェとはレズ関係。
アンジェ
声:美瑛逢
修道女。気が小さく、いつもオドオドしている。リディアとはレズ関係。
エミリ
声:桜井真衣子
道具屋の主人の娘。はきはきとした明るい性格。
マリー
声:汐見愛梨
町娘。近々、ナックと結婚する予定。
ナック
声:華岡路郎
地主の息子。マリーの婚約者。
セレナ
声:赤井とまと
人妻。最近になって夫の様子がおかしいことに悩んでいる。
セレナの夫
声:中村義一
ジェシカとなにか関係がある様子。
ジェシカ
声:稲峰潤
未亡人。町外れの小屋に住んでいる。謎めいた女性。

## 各種メディア版
コンピュータゲーム
いずれもAIL（アイル）より発売。
- 1995年10月13日にPC-98版が発売。5/3.5インチFDx4枚。
- 1997年6月20日にWindows 95版が発売。CD-ROMx1枚。
- DVDプレイヤーズゲーム（DVD-PG、DPG）版が2001年7月27日に発売。
- 『魔女狩りの夜にDVG for Windows』としてDPGのWindows(2000/XP/Vista/7)版が2010年2月19日に発売。

その他
- ピンクパイナップルより2001年に『アイルMANIAX 〜淫魔制服狩り & 魔女狩りの夜に〜』OAV(DVD-Video)が製作される。『淫魔制服狩り』との2作品収録で計3巻。2004年レンタル開始。
  - その後、2010年2月26日に『ゴールドディスク』として6話セットが発売。

- パラダイム・ノベルズより小説版が2002年2月15日に発売（ISBN 4-89490-143-9）。著：南雲恵介 / 原画：リバ原あき。

## スタッフ
PC-98版
- プロデューサー：森田徳仁
- プログラム：水野剛
- グラフィック（メイン）：リバ原あき
  - グラフィック（サブ）：北上孝也、小野晃宏

- シナリオ：リバ原あき、森田徳仁
- ミュージック：一色由比

Windows 95版
- プログラム：林田隆之
  - アシスタント：YUZO、あらきひろあき